# Sant Pere de Serrateix

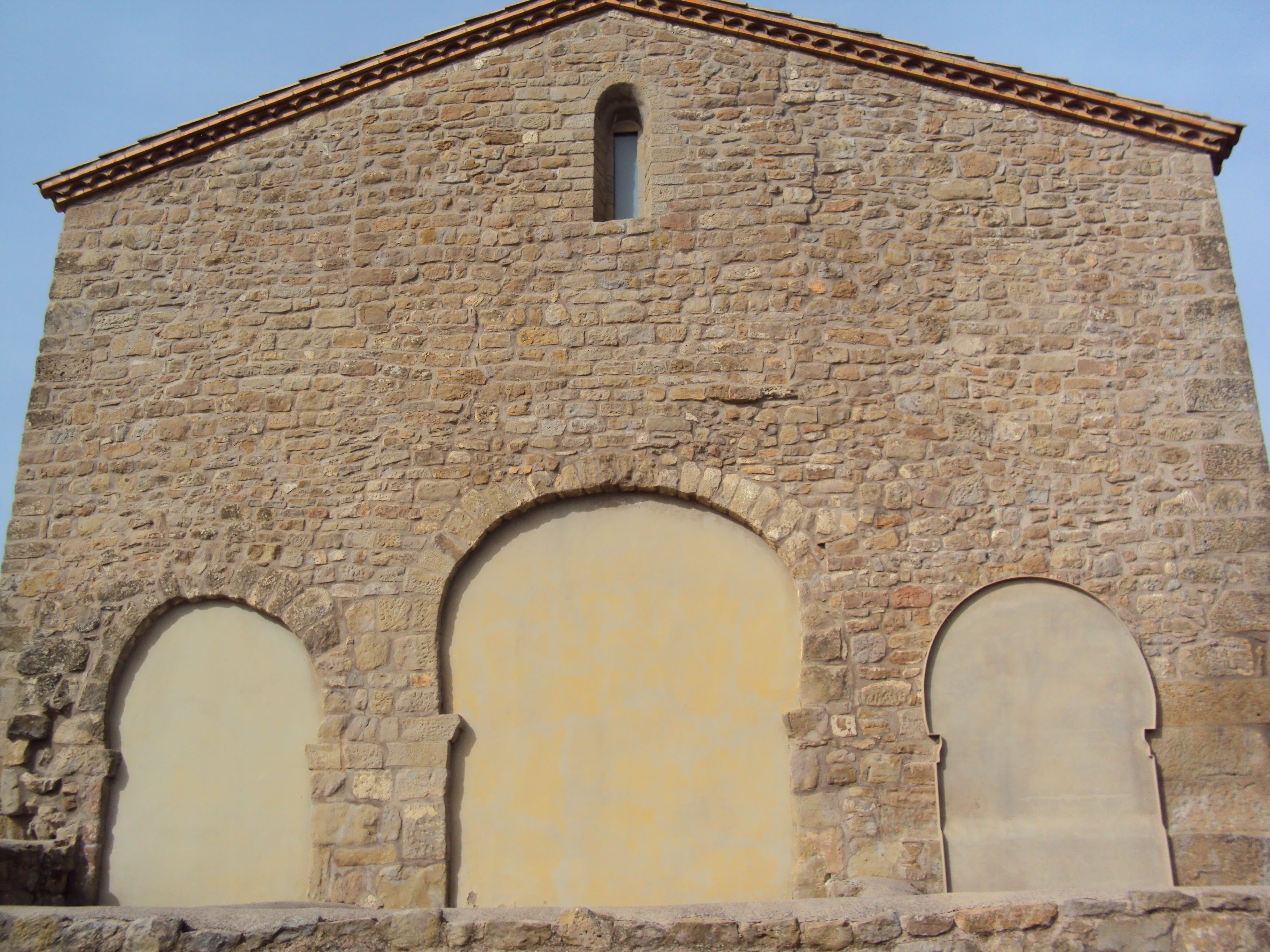
Sant Pere de Serrateix. Absis.

Sant Pere de Serrateix és un edifici de Serrateix, al municipi de Viver i Serrateix (Berguedà), també conegut com el Forn o Cal Pastisser, originalment d'estil preromànic amb posteriors reformes, que fou església parroquial i actualment és la seu de l'Ajuntament.

## Descripció
Cal destacar, com a elements més interessants, d'una banda, els fonaments dels tres absis preromànics, de forma rectangular i en línia, que segueixen un model paleocristià tardà. És un dels pocs exemplars conservats a Catalunya. I de l'altra, els arcs de ferradura de la capçalera de l'època preromànica. Té la planta basilical amb tres naus separades per arcs de mig punt sobre pilars.
L'edifici fou transformat en habitacle en època contemporània, de manera que passava força desapercebut com a construcció religiosa. De l'antic edifici resten, englobats dins la construcció moderna, el mur de tramuntana, una part del mur sud amb restes de finestrals, les arcades de separació de la nau central amb la nau nord i les façanes de llevant i de ponent, força transformades però amb elements destacables com dos arcs i alguns finestrals. Una reforma de finals del segle XX li va restituir l'aspecte preromànic original.
L'aparell originari de l'edifici és a base de carreus de mides petites, molt ben desbastats i escantonats, que es disposen en filades regulars i lligats amb morter de calç.

## Història
Sant Pere de Serrateix és un monument singular pels seus orígens i per les seves transformacions. Durant nou-cents anys va ser l'església parroquial de Serrateix, des del segle IX fins a mitjan segle xviii, i des del segle x depenia del Monestir. És un edifici amb una capçalera preromànica (segle ix) i la resta d´època romànica (segle xi). Durant el segle xv s'hi produí una profunda transformació. A principis del segle xx, s'hi instal·là l'Escola i l'Ajuntament, i més tard un forn de pa. La restauració efectuada el 1991-95 va recuperar la fesomia del segle xi. Actualment és la seu de l'Ajuntament de Viver i Serrateix.
L'existència dels documents de consagració de dues esglésies (l'any 977 i el 1126), dedicades a Santa Maria, i l'existència de les restes de l'església preromànica de Sant Pere de Serrateix han fet creure que hi havia dues esglésies en època anterior a la romànica: l'església de Sant Pere seria la parroquial, l'única que es conserva d'època preromànica.
Estudis recents han demostrat que l'edifici de l'església de Sant Pere correspon a la primera església del monestir, dedicada a santa Maria, sant Pere i sant Urbici, consagrada el 3 d'octubre del 977 i que conservà la titularitat de Sant Pere; aquesta mateixa església consta que era la parròquia quan als segles xi i xii es construí la nova església del monestir sota l'advocació de Santa Maria. En fundar-se la nova església monacal, Sant Pere passà a dependre del monestir quedant però com església parroquial. Aquestes funcions les mantindria durant tota l'Edat Mitjana i Moderna.
Segons consta al Llibre del Sindicat de Remença de 1448, custodiat a l'Arxiu Municipal de Girona, el dimecres 15 de gener de 1449 tingué lloc a la sagrera de la vila una reunió d'homes de remença convocats per a ratificar la proposta d'abolició dels mals usos que els afectaven. La reunió es feu sota llicència del veguer de Manresa Esteve Parets, que actuà de testimoni, i en presència de Jaume Serrolí, notari substitut. Convocats els homes de remença del terme amb repic de campanes i so de viafora hi assistiren Joan de Casadessús, Pere de Casamitjana, Bernat de la Coma, Francesc de Niubó Jussà, Joan de Niubó Sobirà, Pere de Perearnau, Bartomeu de Santpere i Jaume de la Serra.
Al llarg dels segles xvii i XVIII hi va haver enfrontaments entre l'abat i el bisbe pel control d'aquesta església. Al segle xviii s'hi varen fer obres menors: arranjament de la teulada, la volta i l'altar; en aquest segle ja només hi havia un sol altar i l'església havia perdut les dues naus laterals i els corresponents absis de l'església preromànica.
A mitjan segle xix l'església ja no s'utilitzava com a tal. El 1899 l'Ajuntament cedí el monestir al bisbat de Solsona i aquest entregà "la antigua y derruída iglesia de S. Pedro de Serrateix" per a instal·lar-hi l'escola i la casa consistorial.